# Gastronomía italoestadounidense

Una pizza ítalo-estadounidense con pepperoni, champiñones, aceitunas y pimiento.

La gastronomía ítalo-estadounidense es la cocina propia de los inmigrantes italianos y sus descendientes, que adaptaron la gastronomía de Italia a la influencia cultural estadounidense. Como inmigrantes de diferentes regiones de Italia se asentaron en diferentes regiones estadounidenses, llevaron con ellos diversas tradiciones culinarias que estaban asociadas a su origen y recibieron características de sus nuevos hogares. Muchas de estas tradiciones se convirtieron en platos favoritos de los habitantes del lugar y más tarde de todos los estadounidenses, como por ejemplo el muffuletta de Nueva Orleans o los raviolis tostados de San Luis (Misuri). Una medida de la amplia popularidad de la cocina ítalo-estadounidense se da en que la Zona Metropolitana de las Ciudades Gemelas (Twin Cities) de Minnesota, dominada demográficamente por escandinavos y germanoestadounidenses, el periódico City Pages identifica la comida ítalo-estadounidense como el estilo culinario más popular de la región, con ejemplos que van desde los omnipresentes dinners de espaguetis a los restaurantes de moda.

## Influencias tradicionales y tendencias contemporáneas

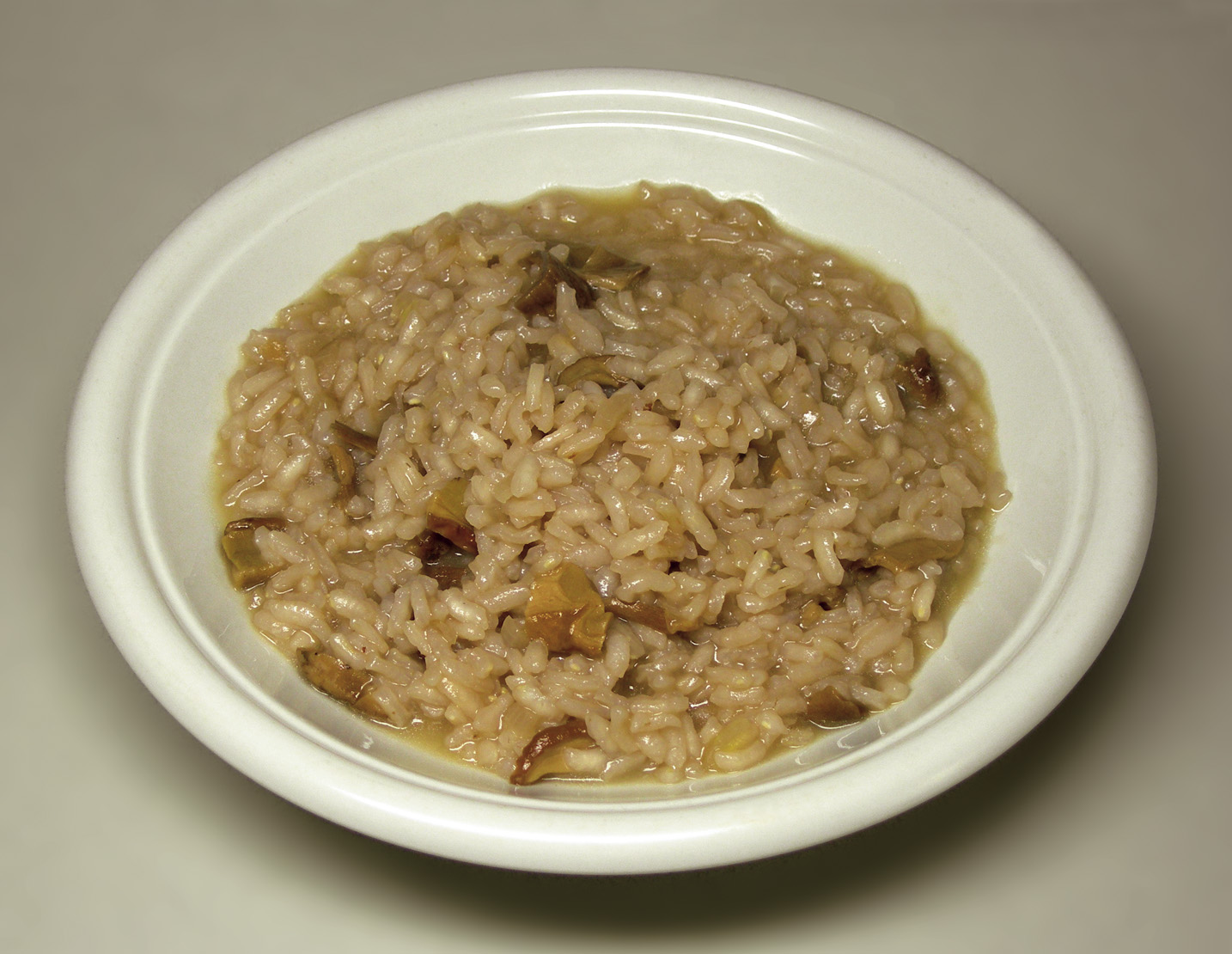
Risotto.

La comida ítalo-estadounidense está fuertemente basada (aunque no en exclusiva) en la comida tradicional de los inmigrantes del sur de Italia, la mayoría de los cuales llegaron a Estados Unidos a finales del siglo XIX y principios del XX. Durante esta gran ola migratoria, mucha gente provenía especialmente de las regiones de Nápoles y Sicilia, y se asentaron en grandes ciudades como Nueva York y Boston. Para muchos ítalo-estadounidense, que identifican su comida con el hogar de sus antepasados, las recetas se basan en alimentos básicos como pasta dura, salsa de tomate y aceite de oliva, mientras otros, como los de familias del norte de Italia asentadas en otras regiones estadounidenses, pueden preferir ingredientes como el arroz, la pasta fresca y la mantequilla.
Para muchos ítalo-estadounidense, especialmente en estados tradicionalmente dedicados a la ganadería como California, Texas, Florida y Hawái, las recetas tienden a usar mucha más carne. Existe discrepancia sobre el motivo de esta preferencia: unos afirman que se debe simplemente a la mayor disponibilidad y calidad de la carne estadounidense (especialmente de ternera), mientras otros creen que es el producto de teorías nutricionales difundidas por los trabajadores sociales de principios del siglo XX para facilitar la integración de los inmigrantes italianos en la sociedad estadounidense. El consumo de ternera siempre ha sido simbólico de la nueva prosperidad hallada por los inmigrantes en estos estados y regiones concretos, y en Estados Unidos en general, frente a la Italia de preguerra y a Europa en general, donde pocos podían permitirse su consumo. Sin embargo, la ternera de alta calidad y su producción se considera a menudo un símbolo estadounidense.
Con el tiempo, el desarrollo y aprecio de la cocina italiana en los Estados Unidos, así como la creciente importación de productos, han provocado la aparición de tendencias culinarias hacia un estilo más «auténtico» que tenga mayor afinidad con las técnicas e ingredientes nativos de Italia, y de estilos que interpretan la cocina desde el punto de vista de la cultura italiana tal como existe en todo el mundo. La cocina ítalo-estadounidense también importa regularmente innovaciones de Italia, e incluso intenta imitar la elaboración de productos localmente, e incluye innovaciones relativamente recientes como el espresso (actualmente omnipresente en los Estados Unidos), el tiramisú, la Nutella, etcétera. Todas estas novedades han sido aceptadas entusiastamente y cada año nuevos productos e influencias culturales son intercambiadas gracias al comercio entre Italia y los Estados Unidos, que cada vez cuenta con mayor éxito.

### Restaurantes ítalo-estadounidenses y el estereotipo de la salsa de tomate

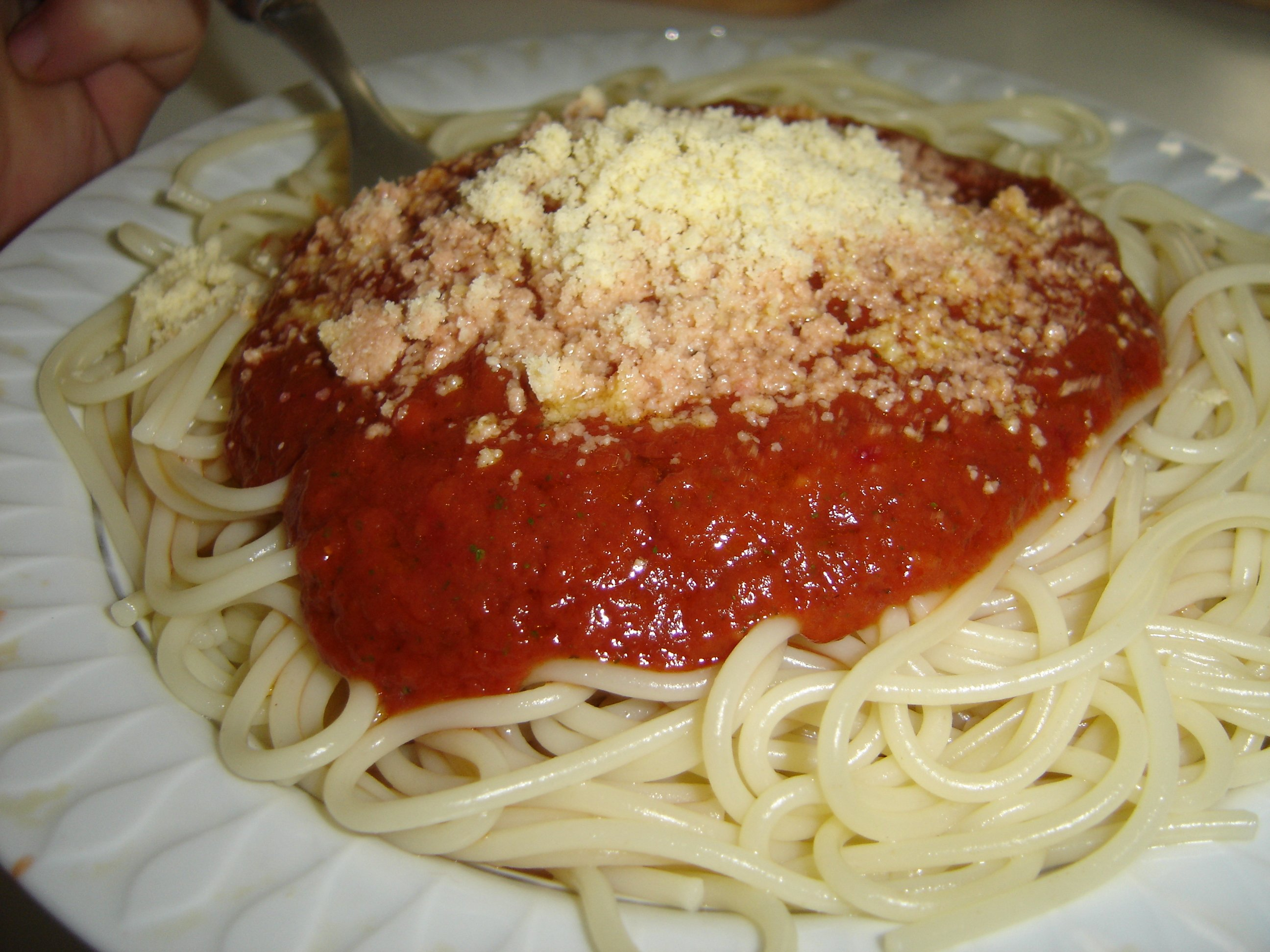
Espaguetis con salsa de tomate y queso.

La comida ítalo-estadounidense se ha caracterizado a menudo por la importante cantidad de salsa de tomate empleada en muchas recetas durante buena parte del siglo XX. Esta percepción puede ser atribuida y estar reforzada por el atractivo de las comidas ítalo-estadounidense en los Estados Unidos, siendo una tendencia común que las cadenas de restaurantes perpetúen este concepto a través del marketing, de la misma forma que hacen con otros arquetipos de cocinas, como la china o la mexicana.
Una estética popular asociada con la comida ítalo-estadounidense es el anticuado cliché de pequeño restaurante familiar especializado en recetas tales como espaguetis con albóndigas y con mesas decoradas con manteles a cuadros rojos y botellas vacías de Chianti haciendo las veces de candelabros. Aunque la imagen clásica de estos locales ha dado paso a unos diseños más contemporáneos y exclusivos, el concepto es frecuente para restaurantes ítalo-estadounidense más tradicionales, hasta el punto de que cadenas como Papa Gino's, Maggiano's Little Italy y Buca di Beppo han adoptados rasgos estereotípicos como los cuadros rojos en las mesas como marca de estilo.
La cocina ítalo-estadounidense ha tenido también considerable influencia del tradicional steakhouse: muchos de estos negocios fueron iniciados por empresarios ítalo-estadounidense, incluyendo la cadena neoyorquina The Palm (bautizada con una mala pronunciación del apellido Parma) y el Hilltop de Massachusetts (fundado por el restaurador local Frank Giuffrida).

### Comida ítalo-estadounidense y platos preparados
La comida de estilo italiano se ha hecho destacadamente frecuente en los platos preparados, especialmente con productos enlatados como el SpaghettiOs de Franco-American, así como por la popularidad de especialidades ítalo-estadounidense en las secciones de comida para llevar de supermercados y restaurantes. En especial, la pizzería es el restaurante más común en Estados Unidos, con negocios que van desde pequeños locales familiares hasta grandes cadenas como Domino's Pizza y Pizza Hut. En una variante interculturla de lo anterior, los espaguetis refrigerados listos para comer se han convertido en un plato preparado en tiendas de conveniencia asiáticas en los Estados Unidos.

## Popularidad de las cocinas italiana e ítalo-estadounidense
La comida ítalo-estadounidense (y la mediterránea en general) ha tenido una enorme influencia en la dieta estadounidense, siendo la primera de las tres cocinas étnicas del país, según la National Restaurant Association:

Las cocinas italiana, mexicana y china (cantonesa) se han unido a la convencional. Estas tres cocinas se han vuelto tan arraigadas a la cultura estadounidense que ya no resultan extranjeras al paladar estadounidense. Según el estudio, más de 9 de cada 10 consumidores están familiarizado y ha probado estas recetas, y cerca la mitad dice comerlas frecuentemente. La investigación también señana la comida italiana, mexicana y china (cantonesa) se han adaptado hasta tal extremo que la «autenticidad» ya no es una preocupación para los clientes.

Las encuestas han mostrado que una tendencia general hacia la inclusión de los llamados «ingredientes de fuentes alternativas», así como la «incorporación de cocinas, sabores e ingredientes étnicos a las cartas de restaurantes» es actualmente muy común. Apareciendo alto en la lista de platos populares en las encuestas están «los panes planos [mediterráneos], la ciabatta [italiana], la cocina mediterránea, el espresso y los cafés especiales...», etcétera. Por supuesto, la pizza y los espaguetis en especial han sido casi completamente asimilados (la primera en particular es una parte estándar de muchas dietas estadounidenses, a menudo en formas casi completamente irreconocibles como italianas).

## Cocina y vino ítalo-estadounidense
Hay una fuerte asociación de la cocina ítalo-estadounidense con la historia de la producción de vino en los Estados Unidos. Hablando en general, es tradición para muchos ítalo-estadounidense disfrutar de la comida acompañada de algún vino que la haga completa y sociable, porque en casi cualquier restaurante podía encontrarse un «vino de mesa» barato y a menudo (especialmente durante la ley seca) un vino casero que a veces se conocía peyorativamente como «tinto dago». Estos vinos siguen considerándose un símbolos de los ítalo-estadounidense que mantuvieron vivas sus tradiciones culinarias durante la ley seca, y también hasta la importación generalizada de vino italiano de mayor calidad en los años 1970 y el aprecio de los nuevos vinos de calidad de California. Las tradicionales botellas de Chianti envueltas en paja siguen siendo emblemas imprescindibles de muchos restaurantes de estilo italiano, tanto por el propio vino como por el empleo de las botellas vacías como candelabros. Sin embargo, esta costumbre está empezando a quedarse anticuada.
La influencia de los ítalo-estadounidense sobre el vino estadounidense ha sido también profunda, y ha sido reconocida desde la fundación de los Estados Unidos como nación. De hecho, vinateros italianos fueron llevados al estado de Florida tan pronto como en 1766 por el Dr. Andrew Turnbull, un cónsul británico en Esmirna. Quizá más importantes fueron las contribuciones de Filippo Mazzei (a menudo llamado Philip Mazzei), un médico italiano y promotor de la libertad y amigo del presidente estadounidense Thomas Jefferson. Mazzei lideró un grupo de italianos en Virginia en el cultivo del viñedo, el olivo y otros frutos mediterráneos.
En años posteriores, la viticultura estadounidense tuvo más influencia de la diáspora de italianos durante las migraciones transatlánticas que empezaron en los años 1870 y alcanzó mayores proporciones de 1880 a 1920. La mayoría de estos italianos entraron por la costa este de los Estados Unidos en la isla de Ellis, pero mucho de ellos pasaron rápidamente a la costa oeste, donde California seguía siendo sinónimo de «fiebre del oro» y nueva prosperidad. En este estado, los ítalo-estadounidense fueron inspirados por las extensiones de onduladas colinas y fértiles campos. Antes de la ley seca de 1919 ya se habían fundado muchas bodegas: Seghesio, Simi, Sebastiani y Foppiano empezaron a operar a finales del siglo XIX y siguen funcionando en la actualidad. Otras son la bodega Napa de Giuseppe Magliavacca, Italian Vineyard Company de Secondo Guasti y Italian-Swiss Colony de Andrea Sbarbaro.
Desde 1919 hasta la derogación de la ley seca en 1933, muchos ítalo-estadounidense tuvieron problemas para mantener sus viñedos, pero persistieron suministrando a menudo vino de misa a la Iglesia católica o mosto al mercado general. A estos pocos supervivientes se le debe la conservación de la herencia viticultora estadounidense, en una industria que valora la longevidad y tradición de la viña y su producto. Tras la prohibición y hasta la economía del vino actual, las bodegas ítalo-estadounidense mantienen una fuerte contribución al mercado doméstico y mundial.
En la mesa ítalo-estadounidense actual se aprecia el vino de California, los demás vinos estadounidenses, el vino italiano importado y, por supuesto, el viejo y socorrido Chianti (de la Toscana italiana) o el vino de mesa (vino da tavola) tinto o blanco «genérico», además de vinos de alta calidad como por ejemplo el Tignanello. Algunos de los primeros Chiantis en llegar a Estados Unidos eran vinos corrientes y baratos, pero tras una caída de la calidad media del Chianti a mediados del siglo XX, mejoras en la recetas y técnicas empleadas en su elaboración llevaron a la obtención no solo de vinos de mesa simples sino hasta Chianti Classicos de alta calidad. Todas estas variedades son muy populares en la cocina ítalo-estadounidense.

## Especialidades
Las recetas ítalo-estadounidense consisten tanto en adaptaciones de clásicos italianos como platos específicos inventados en los Estados Unidos. Algunos de sus nombres proceden de dialectos o de lenguas de Italia (especialmente de idiomas del sur, como el napolitano y el siciliano).

### Pasta y grano
La pasta italiana se consume ampliamente en los Estados Unidos, y los críticos consideran que marcas estadounidenses como Ronzoni son equivalentes o mejores a otras italianas en calidad. Además, algunos cocineros ítalo-estadounidense han adoptado la masa del rollo de huevo chino, por parecerse mucho a la pasta fresca en su composición.
- Chop suey estadounidense, un pariente del ragù boloñés hecho principalmente de carne de hamburguesa.
- Ziti al horno, pasta originaria de Sicilia con forma de tubo, parecida al penne pero mucho más larga, con salsa de tomate y horneada cubierta de queso.
- Lasaña, especialmente usando ricotta (llamada lasagne alla napoletana en Italia), a diferencia del más famoso estilo del norte de Italia (lasagne alla bolognese), que usa bechamel.
- Polenta, mash de harina de maíz hecha con diversos grados de espesura según el uso del producto final, y a menudo condimentada con queso y mantequilla. Se sirve a veces con salsa de carne o fiambre.
- Espaguetis con albóndigas, una combinación presente en el siglo XIX en el sur de Italia pero extinta en el siglo XXI, que sin embargo es icónica en los Estados Unidos. A menudo las albóndigas se cuecen en la salsa junto a salchicha italiana (salsiccia) y braciole (rollos rellenos de ternera).

### Verdura
- Parmigiana di melanzane o melanzane alla parmigiana, una receta italiana frecuente que incluye típicamente berenjena en rodajas, salsa marinara y queso parmesano, dispuestos en capas alternas. Nunca se sirve sobre espaguetis ni acompañados de ellos en Italia, ni tampoco lleva carne, aunque existen versiones con zucchini y alcachofa.
- Guisantes y huevos, originalmente una comida tomada por inmigrantes italianos pobres, que desde entonces se ha convertido en una receta preferida en Cuaresma. Consiste simplemente en huevos y guisantes fritos en una sartén con aceite de oliva y algo de ajo, cebolla y pimienta.

### Carnes y huevos
- Frittata, una tortilla abierta. Lleva huevo con alguna verdura, como patata, guisante, espárrago, pimiento, cucuzza (es decir, calabacín o zucchini), cebolla, etcétera. Puede comerse sola o en sándwich.
- Salsicchia (salchicha) y pimiento, cocinados juntos con cebolla, y a veces con una salsa roja muy ligera.
- Porchetta, carne de cerdo sin hueso asada, o a veces un cochinillo entero. Normalmente es un plato festivo. Llevado a Estados Unidos desde Las Marcas, la Toscana y las Colinas Albanas.
- Pollo parmesano, filetes de pollo (a veces de ternera) empanados y fritos cubiertos con salsa y queso, y servidos con pasta. Es un plato muy popular en los restaurantes informales, así como en bocadillos. El nombre del plato (chicken parmesan) se abrevia a menudo como chicken parm.

### Salsas
- Salsa Alfredo, derivada de los fettuccine Alfredo popularizados por el restaurador romano Alfredo di Lelio a partir de 1914. Consiste principalmente en nata, mantequilla y queso Parmigiano-Reggiano condimentado con nuez moscada y pimienta negra, y se sirve sobre verdura (como el brécol) y alguna carne (particularmente pollo) y marisco, así como sobre pasta. La principal diferencia entre los fettuccine Alfredo originales y la salsa Alfredo es que mientras la receta de pasta se prepara añadiendo ingredientes sobre esta, la salsa se prepara primero y se vierte luego sobre la pasta o los demás ingredientes.
- Salsa marinara, una salsa de tomate rápida sin carne, a veces picante, que se sirve sobre pasta.
- Sunday gravy, una salsa de tomate con carne hecha habitualmente los domingos y en ocasiones especiales. Procede del ragù napoletano. Existe debate entre los ítalo-estadounidense sobre si debe llamarse salsa o gravy.

### Marisco y pescado
- Langosta Fra Diavolo, un plato de pasta con langosta (o a veces otro marisco) que contiene guindilla machacada para hacerlo picante.
- Baccalà, bacalao en salazón, servido tradicionalmente en Cuaresma o por Nochebuena. Puede freírse, añadirse a una ensalada, etcétera.
- Alici o acciughe, otro plato servido durante el «Banquete de los Siete Peces» de Nochebuena. El nombre completo del plato es spaghetti con aglio, olio e acciughe (‘espagueti con ajo, aceite y anchoa’; alici es un sinónimo). La anchoas y el ajo se pican muy fino y se disuelven en el aceite. Cuando se sirve, el plato parece simplemente pasta cubierta con aceite caliente. (Existen muchas variantes en Italia, algunas de las cuales no llevan anchoas, y otras añaden alcaparras o guindillas.).

### Sopas y estofados
- Cioppino, un estofado de pescado característico de la cocina ítalo-estadounidensede la costa este, especialmente de San Francisco.
- Sopa de bodas, una sopa con albóndigas o salchicha y pasta en caldo de pollo.
- Pasta fagioli. Pasta con judías, a menudo cannelini, que tiene la consistencia de un estofado.

### Pan, sándwiches y recetas saladas al horno

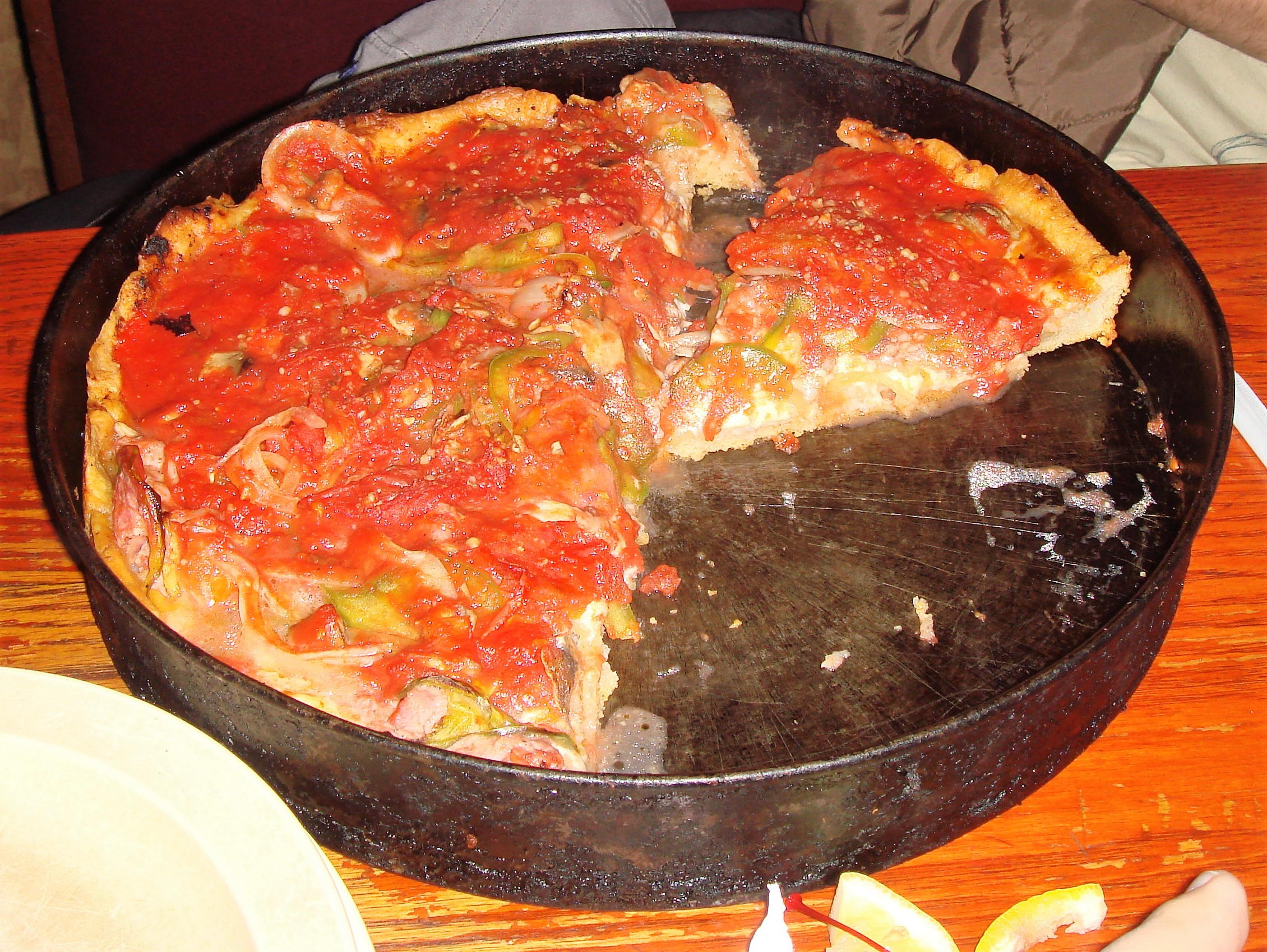
Pizza estilo Chicago.

- Calzone y stromboli. Mientras el calzone italiano con forma de media luna es bien conocido en los Estados Unidos, la receta parecida del stromboli con forma de tubo, así como los calzones grandes con forma de barra de pan servidos en rodajas son también bastante comunes.
- Pan italiano. Quizá un poco más cercano al pan francés en composición y apariencia, el pan ítalo-estadounidense es un pan blanco magro, a menudo trenzado y cubierto con semillas de sésamo, con una corteza fina pero normalmente crujiente y una miga tierna. El pan ítalo-estadounidense no se parece especialmente a ninguna especialidad italiana, pero es muy popular tanto en forma de barra como de rollo.
- Pizza. La pizza estadounidense más común es la basada (y llamada) en el estilo napolitano, cuya primera versión y esencialmente la estándar suele llamarse pizza neoyorquina. También popular es una versión de la pizza siciliana, cuadrada y de mayor tamaño, en la que la masa sube unos 3 cm y que se cubre (al contrario de la tradición siciliana) de la misma forma que la variante napolitana redonda, incluyendo mozzarella. Incluso formas más estadounidenses como la pizza griega, la pizza estilo New Haven y la pizza estilo Chicago se han hecho comunes.
- Muffuletta, un sándwich grande de ensalada fiambre y aceituna, hecho en una pieza de pan redonda, originario de Nueva Orleans.
- Italian beef, un sándwich de rosbif originario de Chicago, parecido al French dip sandwich.
- Pizzagiena o Pizza rustica. Pastel de Pascua, hecho con diversos quesos, huevos y carnes saladas.
- Sándwich de albóndigas. Bocadillo de albóndigas, salsa de tomate o marinara y pan.

### Dulces
- Tiramisú, una tarta dulce con varias capas de ligera crema de mascarpone, servida a menudo con café u otra bebida caliente. Es una de las importaciones italianas más recientes, habiéndose inventado tras la Segunda Guerra Mundial (probablemente en el Véneto), pero adoptada ampliamente por los diners estadounidenses.
- Cannoli, un dulce de masa frito con relleno de ricotta dulce.
- Struffoli, masa frita. Una receta navideña típica de Nápoles.
- Evushgadil (sfogliatelle en italiano) o biscotti d'annodare, galletas de nudo.
- Sfogliatelle, una especie de rollo de crema hecho de masa subida (foglie) con levadura. Un dulce parecido, más largo y relleno de un tipo de crema pastelera se llama a menudo lobster tail (‘cola de langosta’).
- Biscotti, normalmente con frutos secos, aunque son también comunes los que llevan fruta seca o chocolate. Con frecuencia se mojan en café, y no en vino, como en Italia. Los biscotti estadounidenses son casi siempre galletas hechas en piezas grandes que se cortan y vuelven a hornear para hacerlas crujientes.